# سي. ويلدون لورانس
سي. ويلدون لورانس هو سياسي كندي، ولد في 15 أبريل 1926، وتوفي في 11 يناير 2000. انتخب عضو الجمعية التشريعية لنيو برونزويك ‏.